# Erika Cotteleer
Erika Cotteleer (Kapellen, 2 oktober 1972) is een Belgisch illustrator en beeldend kunstenaar. Zij schreef enkele kinderboeken en illustreerde een groot aantal van andere auteurs. Sinds 2010 maakt zij ook vrij werk.

## Leven
Cotteleer volgde de opleiding Grafische en Reclamevormgeving aan de Koninklijke Academie voor Schone Kunsten in Antwerpen en een vervolgopleiding aan het Nationaal Hoger Instituut voor Schone Kunsten. Tijdens die opleiding maakte ze een eerste prentenboek, genaamd De lange gele vlechten. Midden jaren 1990 begon ze met het maken van illustraties voor kinderboeken uit Vlaanderen en elders. Daarnaast geeft ze les in tekenkunst en grafische vormgeving.

## Werk

### Als illustrator
In 1997 debuteerde Cotteleer met De lange gele vlechten, een verhaal over jaloezie. Het boek bevatte robuuste prenten, zwarte lijnen en felle kleuren, een schril contrast met andere kinder- en jeugdboeken. Haar tekeningen, ook in haar boeken, zijn vaak ruw en onaf, veeleer hard en zelden lief. Ze gebruikt minder voor de hand liggende kleuren als gifgroen, zwart of grijs. Ze durft ook de minder fraaie kanten van kinderen te verbeelden. Zij wordt gezien als een vernieuwende illustrator. In 2000 werd de Vlaamse schrijver André Sollie geïnspireerd door schilderijen van Cotteleer en schreef hij er een verhaal bij.

### Vrij werk
Naast haar illustraties maakt Cotteleer ook vrij werk, zoals collages en schilderijen. Daarbij gebruikt ze ook wel oude kinderboeken die ze overschildert en verknipt. Ze werkt met acrylverf, plakkaatverf, houtskool, viltstiften, kleurpotloden, krijt en Oost-Indische inkt. Sinds 2010 legt ze zich als beeldend kunstenares vooral toe op vrije tekeningen en schilderijen. Het uitgangspunt voor haar werk zijn vrouwelijke interacties. Haar geschilderde vrouwen zijn seksueel actieve personen. De lust en de vrijheid van deze vrouwen komt naar voren in het werk.
In 2020 exposeerde zij bij Galerie Shoobil in Antwerpen met de titel Am I dead yet. In 2024 exposeerde ze bij dezelfde galerie samen met Benjamin Volckaerts.

## Onderscheidingen
- 2001: White Raven voor de illustraties in En alles is echt waar (2000) van André Sollie.
- 2001: Prijs van de Kinder- en Jeugdjury Vlaanderen voor het boek Sien en Yassin (1999) van Brigitte Minne, met illustraties van Erika Cotteleer.[1]
- 2003: Eregast en jurylid bij Illustrale 2003 in Ronse.[10]
- 2007: Genomineerd voor de Boekenpauw.[11]